# Dasyhelea parvistylata
Dasyhelea parvistylata är en tvåvingeart som beskrevs av Tokunaga och Murachi 1959. Dasyhelea parvistylata ingår i släktet Dasyhelea och familjen svidknott. Inga underarter finns listade i Catalogue of Life.